# 恐龍智能
恐龍智能(Dinosapien)是BBC國際與Cambium Catalyst International共同攝製的一套兒童電視劇，講述到恐龍並沒有完全滅絕，並進化成為一種具有智能的生物。這亦是「Dinosapien」這個名稱的原由。
節目於2007年9月1日到12月8日在無線電視明珠台首播，現時逢星期日在明珠台重播。